# Zhengguo, Guangdong
Zhengguo (kinesiska: 正果) är en köping i sydöstra Kina. Den ligger i stadsdistriktet Zengcheng i provinshuvudstaden Guangzhou i provinsen Guangdong,  omkring 71 kilometer nordost om provinshuvudstaden Guangzhou. Antalet invånare är 40 387. Befolkningen består av 19 233 kvinnor och 21 154 män. Barn under 15 år utgör 18,0 %, vuxna 15-64 år 70 %, och äldre över 65 år 11,0 %.